# Amt Rüti

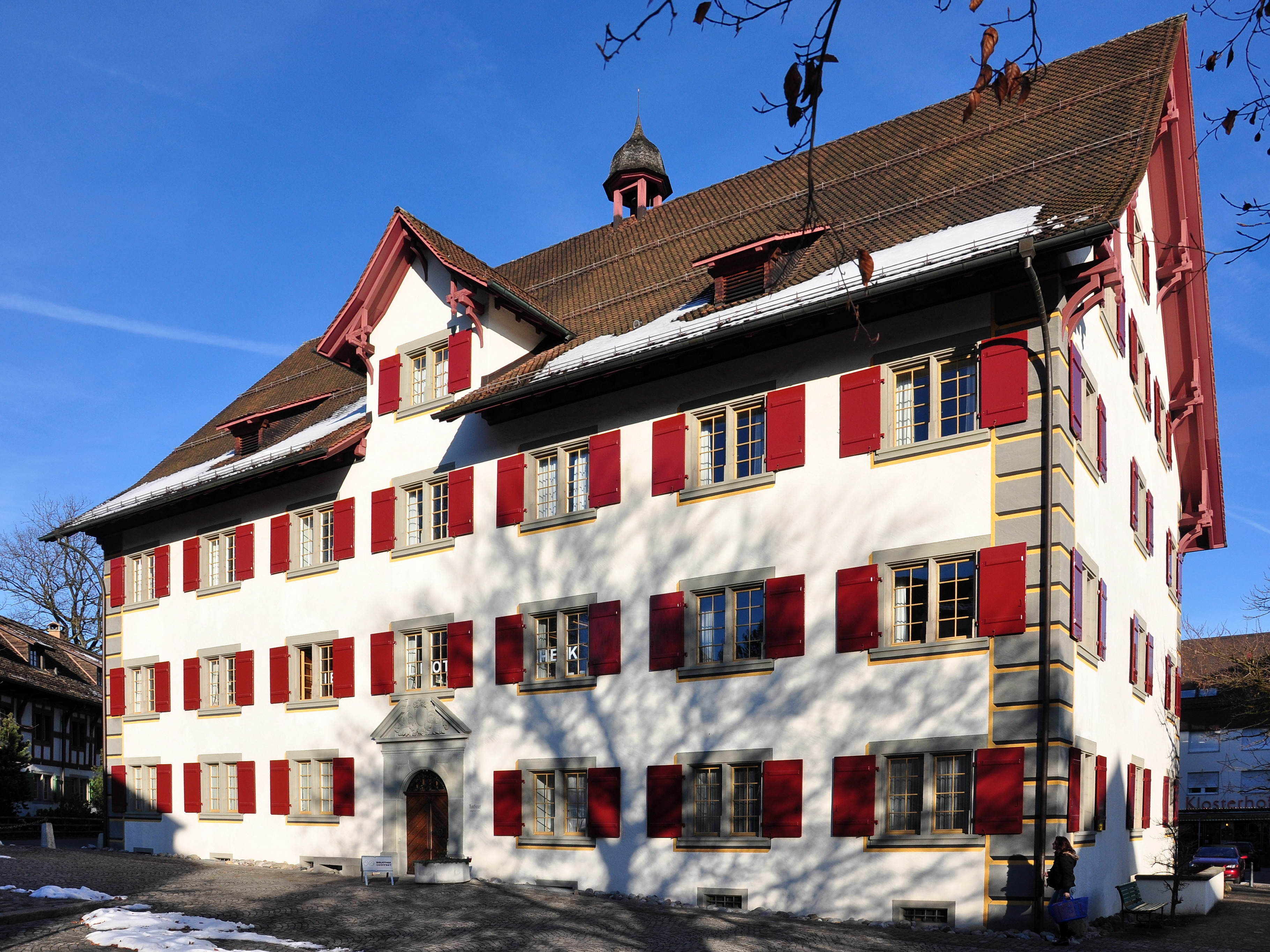
Das Amthaus in Rüti

Das Amt Rüti – auch Rütiamt, Rüti-Amt oder Hinteramt genannt – verwaltete von 1525 bis vermutlich 1803 den Nachlass des im Jahr 1525 aufgehobenen Klosters Rüti.

## Geschichte

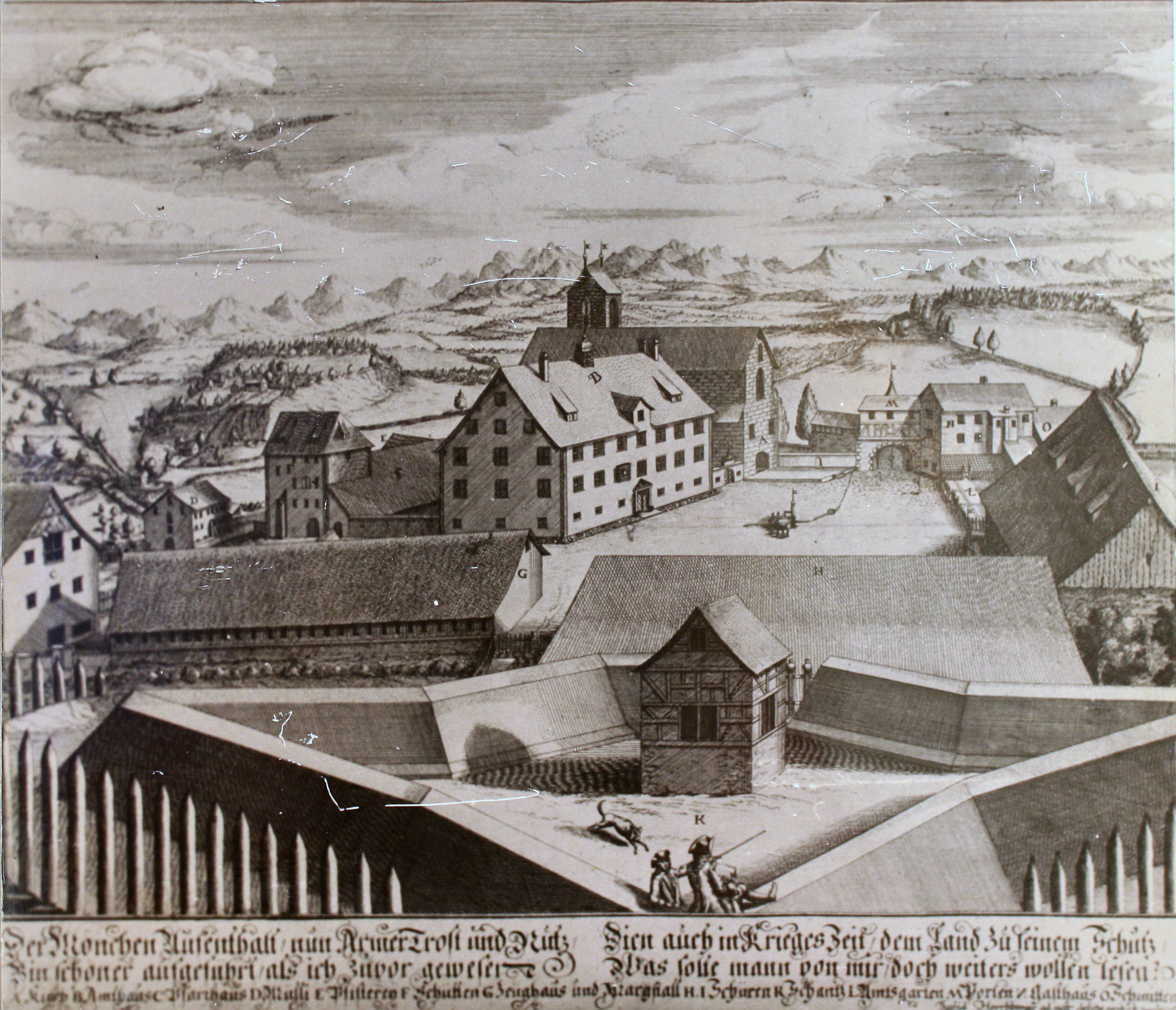
Ehemaliges Kloster Rüti, Gesamtansicht von Nordwesten, Kupferstich von David Herrliberger, um 1740/43

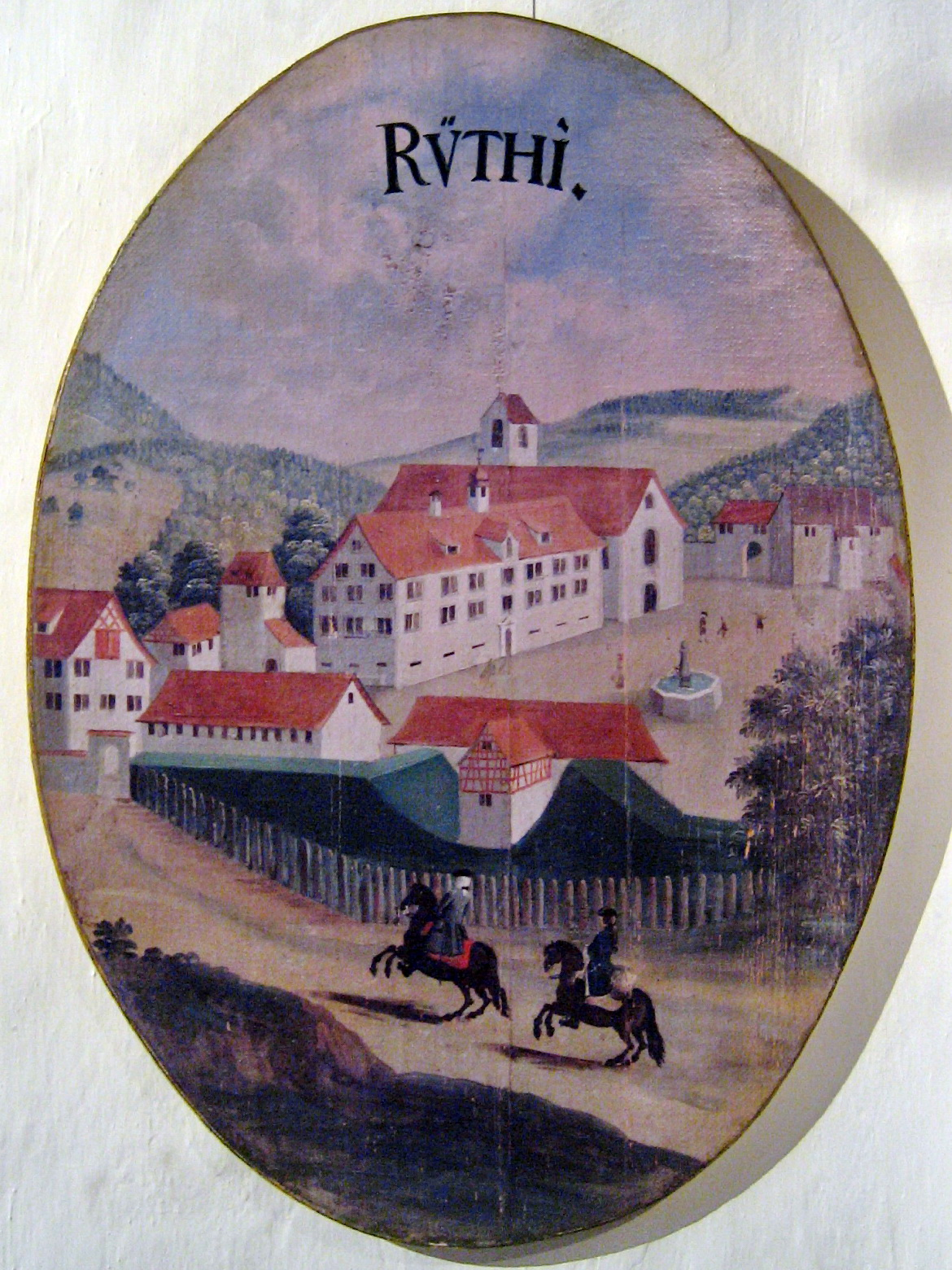
Amt Rüti, Ansicht von Nordwesten, vermutlich 18. Jh. (Stadtmuseum Rapperswil)

Wappen des Rüitamts

In der Einleitung des Übereinkommens vom 17. Juni 1525 zwischen der Stadt Zürich und dem Kloster Rüti hat der Stadtrat seine Stellung zu den Klöstern und damit wohl auch die Grundzüge zum späteren Amt Rüti festgelegt.
Das Klostergut ging mit Aufhebung der Prämonstratenserabtei Rüti während der Reformation in den Besitz der Stadt Zürich über, die es im Amt Rüti zusammengefasst durch einen Amtmann verwalten liess.
Erwähnung findet das Amt Rüti in den Briefen von Heinrich Bullinger im Jahr 1541, zu einem Konflikt um den Amtmann im ehemaligen Kloster Rüti.
Das Amtshaus fiel 1706 einem Grossbrand weitgehend zum Opfer und machte 1710 einem Neubau Platz. Mit der Volksabstimmung vom 20. März 1831 über die neue Kantonsverfassung wurden die Oberämter aufgehoben. Die Gemeinden des bis dato Oberamtes Grüningen bildeten den neuen Bezirk Hinwil – neuer Bezirkshauptort wurde Hinwil.

## Organisation
Das Wappen der heutigen Gemeinde Rüti geht auf das Zeichen der Prämonstratenser-Abtei Rüti zurück und wurde 1490 in der heutigen reformierteren Kirche Rüti angebracht. Es wurde nach Aufhebung des Klosters zum Schildbild des Amtes und 1803 zum Wappen der Gemeinde Rüti.
1537 wurden die Klostergebäude des im Jahr 1524 aufgehobenen Augustinerklosters in Zürich zum Verwaltungssitz des Almosenamtes und des Rüti-Amtes; die Amtsgeschäfte dürften aber in Rüti wahrgenommen worden sein, wozu beispielsweise auch die Militärorganisation gehörte.
Gesichert scheint, dass die Abgaben (Zinsen und ehemaliger Zehnten) der bis 1525 dem Kloster Rüti inkorporierten 14 Kirchen und Besitzungen dem Amt Rüti (teilweise bis 1832!) zugeführt wurden, beispielsweise:
- Die Kollatur von Dürnten gelangte 1359 von Habsburg an das Kloster Rüti, welchem die Kirche aber erst 1414 inkorporiert wurde, und 1525 ebenfalls an Zürich ging. Die Pfarrei umfasste ursprünglich auch Fägswil (Rüti) und Wolfhausen.[4]
- Die Grund- und Bodenzinse des Hauses zum Anker (1331) in Erlenbach ZH gelangten 1520 an das Kloster Rüti, 1525 mit der Klosteraufhebung an die Stadt Zürich.[5]
- Im Mittelalter hatten die Bauern der Gemeinde Fehraltorf ihren Zins und Zehnten dem Kloster Rüti abzuliefern. Dies blieb auch nach der Reformation und der Aufhebung des Klosters im Jahre 1525 so. Die Pflicht bestand nicht nur für die Leute von Rüeggisaltorf (auch dieser Name erschien früher in den Urkunden), sondern ebenso für Mönchaltorf am Greifensee.[6]
- 1390 schenkte Heinrich von Tengen Kirche und Kirchensatz Fischenthal der Abtei Rüti, 1525 kam beides nach der Klosteraufhebung an die Stadt Zürich.
- Bis 1218 unterstand das Gebiet um Zollikerberg den Zähringern, danach den Regensbergern und später dem Kloster Rüti. Bis 1832 hatte der jeweilige Müller der Trichtenhauser Mühle als «Jahres-Zins dreieinviertel Mütt Kernen, drei Hühner und fünfzig Eier» abzuliefern.[7]

Dem Amt Rüti stand ein Zürcher Ratsherr als Amtmann vor, welcher im Auftrag der Obrigkeit u. a. die Pfarrer im Rütiamt einsetzte. Verwaltungssitz war das Amtsgebäude in Rüti ZH. Einige der Amtmänner fanden ihre letzte Ruhestätte in der ehemaligen Klosterkirche: Oswald Keller († 4. April 1600), Hans Ülinger († 13. August 1612) und Hans Ulrich Körner († 1655).
Die Ausübung der Gerichtsbarkeit in den verwalteten Gütern und 'Überschneidungen' mit der Herrschaft Greifensee bedürfen der Klärung, insbesondere aber mit der Landvogtei Grüningen, unter deren Obrigkeit die Gemeinde Rüti bereits um das Jahr 1408 gelangt war.